# Julius von Bismarck

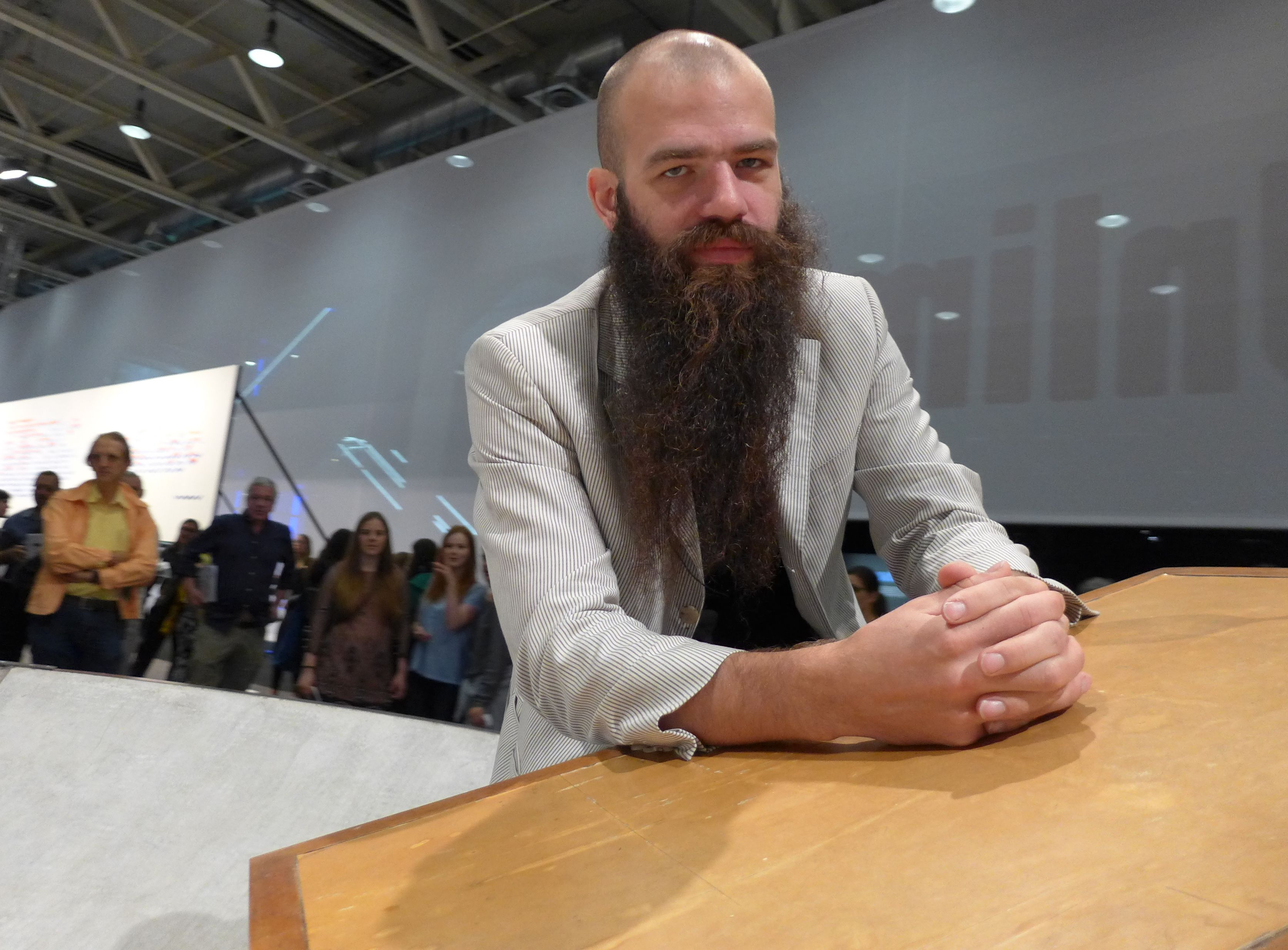
Julius von Bismarck in seiner drehbaren Scheibe „Egocentric System“ auf der Art Basel Unlimited 2015

Julius von Bismarck (* 1983 in Breisach am Rhein) ist ein deutscher Künstler, der in Berlin lebt und arbeitet.

## Leben und künstlerische Entwicklung
Julius von Bismarck wuchs in Riad in Saudi-Arabien auf. Er studierte zwischen 2003 und 2006 Visuelle Kommunikation und Bildende Kunst an der Universität der Künste in Berlin. 2007 nahm er am MFA-Programm für Studiokunst am Hunter College in New York teil. Anschließend absolvierte er ab 2009 ein Studium an dem von Ólafur Elíasson gegründeten Institut für Raumexperimente an der Universität der Künste in Berlin, wo er 2013 sein Studium als Meisterschüler abschloss.
Die künstlerische Arbeit von Bismarcks nimmt in der Verknüpfung von bildender Kunst mit anderen Gebieten der Forschung und des Experimentierens, u. a. den Geistes- und Naturwissenschaften, unterschiedliche Formen an wie Installationen, Happenings, Skulpturen oder Land Art. Seine Werke eint die tiefgehende Erforschung von Phänomenen der Wahrnehmung und der Darstellung und Konstruktion von Realität.
Sein Projekt Image Fulgurator wurde 2008 mit dem Prix Ars Electronica ausgezeichnet und von einem breiteren Publikum gefeiert sowie in verschiedenen Medien wie Wired, Arte und The Creators Project von Vice u. a. vorgestellt.
Außerdem arbeitete Bismarck mit Julian Charrière für die ortsspezifische Performance Some pigeons are more equal than others auf der Architekturbiennale 2012 in Venedig zusammen. Das Projekt wurde auch für Performances/Installationen in Kopenhagen und Berlin adaptiert. Das Werk beinhaltet eine von Charrière und Bismarck entworfene Taubenfangvorrichtung. Das Gerät wird an einem öffentlichen Ort aufgestellt, um Tauben auf ihrem Weg durch die Umgebung zu fangen und anschließend mit Airbrush zu bearbeiten.
2012 war von Bismarck der erste Artist in Residency am CERN, der Europäischen Organisation für Nuklearforschung, in Genf.

## Ausstellungen (Auswahl)

### Einzelausstellungen
- 2017 – Städtische Galerie der Stadt Wolfsburg[9]
- 2017 – Galerie Marlborough Contemporary in New York City (USA)[10]
- 2018 – Kunstpalais Erlangen: Julius von Bismarck. A Racehorse for Christmas[11]
- 2019 – Palais de Tokyo in Paris (Frankreich): Julius von Bismarck. Die Mimik der Tethys[12]
- 2020/2021 – Bundeskunsthalle in Bonn: Julius von Bismarck. Feuer mit Feuer[3]
- 2023 – Berlinische Galerie in Berlin:  Julius von Bismarck. When Platitudes Become Form[2]

### Gruppenausstellungen
- 2015 – 8th Momentum Nordic Biennial of Contemporary Art in Norwegen[13]
- 2016 – Martin-Gropius-Bau in Berlin: +ultra. Gestaltung schafft wissen[14]
- 2017 – Hamburger Bahnhof – Museum für Gegenwart in Berlin: Festival of Future Nows[15]
- 2017 – 1st Antarctic Biennale[16]
- 2018 – Schirn Kunsthalle in Frankfurt/Main: Power to the People[17]
- 2018 – Hamburger Kunsthalle: Entfesselte Natur – Das Bild der Katastrophe seit 1600[18]
- 2019 – 7th Thessaloniki Biennale[19]